# Ladislav Tomaček
Ladislav Tomaček (* 26. September 1982 in Galanta) ist ein slowakischer Fußballspieler.

## Vereinskarriere
Tomaček spielte in Jugend beim FC Slovan Galanta. Den ersten Profivertrag bekam er beim kleineren Hauptstadtklub ŠKP Devín. Dann ist er zu den tschechischen Vereinen gegangen, wo er kaum gespielt hat. Tomačeks nächste Station war der Dorfverein ŠK Eldus Močenok, der die zweithöchste slowakische Liga im Jahr 2007 gespielt hat. Auch beim slowakischen Erstligisten FK Dukla Banská Bystrica spielte er nur eine Saison und machte nur vier Spiele. Dann landete er beim slowakischen Drittligisten ŠKF Sereď, wo er in der Liga Torschützenkönig wurde. Im Dezember 2010 ist er für sechs Monate zur Leihe zum FC Spartak Trnava gegangen.  Im Mai 2011 bekam er dort einen Drei-Jahres-Vertrag. In der 2. Qualifikationsrunde der UEFA Europa League 2011/12 erzielte er im Heimspiel gegen KF Tirana zwei Tore.